# Rhathymus trinitatis
Rhathymus trinitatis är en biart som beskrevs av Cockerell 1935. Rhathymus trinitatis ingår i släktet Rhathymus och familjen långtungebin. Inga underarter finns listade i Catalogue of Life.